# Cronache Sociali
Cronache Sociali fu una rivista quindicinale di sociologia e politica edita a Roma dalle Edizioni Servire e pubblicata dal 1947 al 1951.

## Storia
Fu fondata il 30 maggio 1947 grazie ai vivaci interessi politici e alle affinità fra cattolici di varie provenienze, come Giuseppe Dossetti, Amintore Fanfani, Giuseppe Lazzati, Antonio Amorth e Giorgio La Pira, che aveva già fondato nel 1938 la rivista Principi contro fascismo e razzismo.
La rivista, diretta da Giuseppe Glisenti, rappresentò fino al 1951, data della sua ultima pubblicazione, le opinioni progressiste del cristianesimo sociale italiano.

Nell'editoriale del primo numero il direttore chiariva con una lettera di presentazione i motivi per i quali nasceva Cronache Sociali e poneva l'accento sul desiderio di essere obiettivi, di informare e documentare, respingendo l'ipotesi che si trattasse di una rivista politica.
"(...) per testimoniare come anche i problemi in apparenza più immediati, e che per loro natura sembrerebbero confinati sul piano delle ideologie e degli interessi e delle lotte di partito, hanno in realtà connessione con i problemi più vasti e universali che l'uomo è chiamato a risolvere."
La rivista raccoglie contributi di varia provenienza e privilegia i problemi di interesse generale che vengono pubblicati su alcune rubriche fisse caratterizzate da articoli di attualità di politica interna, politica internazionale, economia, partiti, sindacalismo.
 La rubrica culturale, pur apparendo in tutti i numeri, ha uno spazio più limitato e la maggior parte degli articoli che la compongono sono delle recensioni come quella sulle Lettere dal carcere di Antonio Gramsci o Fondamenti di una cultura cristiana di H. Davenson.
Nella prima fase, Cronache Sociali guadagnò un'area di ascolto privilegiata nel clima politico e culturale dell'epoca, anche in considerazione del contributo di docenti universitari di discipline economiche e giuridiche quali Fanfani, Dossetti, La Pira e Aldo Moro, impegnati in quel momento nell'elaborazione della prima parte della Costituzione italiana. Vi scrissero anche Achille Ardigò, Gianni Baget Bozzo, Federico Caffè, Leopoldo Elia, Aldo Garosci, Gino Giugni, Costantino Mortati e Pietro Scoppola.
Nell'aprile del 1950 iniziò una nuova serie caratterizzata dalla specificità dei temi trattati, dal momento che il confronto tra Dossetti e De Gasperi si sta ulteriormente inasprendo e si vuole pertanto evitare lo scontro.
Nel 1951 Glisenti lasciò la direzione della rivista e gli subentrò Marcella Ceccacci, la cui azione non scongiurò comunque la fine delle pubblicazioni.
Cronache Sociali è stata successivamente ripubblicata in edizione anastatica e digitale, corredata di indici, una versione digitale in DVD e dei volumi omaggio di Dossetti, La Pira e Suhard offerti agli abbonati, con introduzione di Alberto Melloni, per i tipi dell'istituto per le scienze religiose, disponibile anche in linea nel sito CIB dell'Università di Bologna.
A fine 2007 la casa editrice Diabasis ha pubblicato un'antologia della rivista, a cura di Luigi Giorgi e con un saggio di Paolo Pombeni, dal titolo Le Cronache Sociali di Giuseppe Dossetti. La giovane Sinistra cattolica e la rifondazione della democrazia italiana, e l'edizione anastatica completa di tutti i numeri di Cronache Sociali, rilegati in tre volumi in cofanetto, con l'introduzione di Walter Veltroni.